# Enikő Somorjai
Dans le nom hongrois Somorjai Enikő, le nom de famille précède le prénom, mais cet article utilise l’ordre habituel en français Enikő Somorjai, où le prénom précède le nom.
Enikő Somorjai est une danseuse hongroise du Ballet national hongrois à l'Opéra d'État hongrois née le 17 novembre 1981 à Budapest.  

## Biographie
Enikő Somorjai a notamment dansé dans Casse-noisette, Le Lac des cygnes (Odette/Odile), Le Prince de bois (la princesse), et Giselle.